# Фонтен-Энри
Фонте́н-Энри́ (фр. Fontaine-Henry) — коммуна во Франции, находится в регионе Нижняя Нормандия. Департамент коммуны — Кальвадос. Входит в состав кантона Крёлли. Округ коммуны — Кан.
Код INSEE коммуны — 14275.

## Население
Население коммуны на 2010 год составляло 478 человек.
| 1962 | 1968 | 1975 | 1982 | 1990 | 1999 | 2010 |
| ---- | ---- | ---- | ---- | ---- | ---- | ---- |
| 341  | 370  | 364  | 348  | 448  | 517  | 478  |

## Экономика
В 2010 году среди 321 человека трудоспособного возраста (15—64 лет) 223 были экономически активными, 98 — неактивными (показатель активности — 69,5 %, в 1999 году было 69,2 %). Из 223 активных жителей работали 208 человек (114 мужчин и 94 женщины), безработных было 15 (8 мужчин и 7 женщин). Среди 98 неактивных 39 человек были учениками или студентами, 34 — пенсионерами, 25 были неактивными по другим причинам.